# Tuerta albiplaga
Tuerta albiplaga là một loài bướm đêm trong họ Noctuidae.